# Copa POMIS
La Copa POMIS (President of Maldives Invitational Soccer) es el único torneo de fútbol internacional a nivel de clubes que se realiza en Maldivas, cuya primera edición se realizó en 1987.

## Historia
En el torneo participan 6 equipos, los 4 mejores de la Dhivehi League más 2 clubes extranjeros, los cuales en su meyoría han sido de Sri Lanka. El torneo no se ha realizado en las ediciones de 2002 y del 2004 al 2014.
En la edición de 2016 se decidió cambiar el nombre del torneo y llamarlo People of Maldives Invitational Soccer Cup.

## Ediciones anteriores
- 1987 : Renown SC 0-0 Saunders SC [3-1 pen.]
- 1988 : York SC (Sri Lanka) 5-4 New Radiant SC
- 1989 : Victory SC 4-3 Club Valencia
- 1990 : India Sub-20  4-1 Victory SC
- 1991 : York FC (Sri Lanka) 0-0 Dempo SC [5-4 pen.]
- 1992 : Club Valencia 2-1 Dempo SC
- 1993 : Kerala SC (India) 2-1 Victory Sports Club
- 1994 : New Radiant SC 1-1 Colombo FC [7-5 pen.]
- 1995 : New Radiant SC 1-1 Victory Sports Club [4-2 pen.]
- 1996 : Club Valencia 3-2 Victory Sports Club
- 1997 : New Radiant SC 3-2 Victory Sports Club
- 1998 : Tailandia Sub-19 2-1 New Radiant SC
- 1999 : Hurriyya SC 1-0 Victory Sports Club
- 2000 : Hurriyya SC 1-1 Club Valencia [4-3 pen.]
- 2001 : Club Valencia 1-0 Victory Sports Club
- 2002 : No se jugó
- 2003 : Mahindra United 3-1 Club Valencia
- 2004-2014 : No se jugó
- 2015 : PDRM FA 5-4 Maziya S&RC
- 2016-2018 : No se jugó

## Títulos por equipo
- New Radiant SC (3)
- Club Valencia (3)
- York FC (Sri Lanka) (2)
- Hurriyya SC (2)
- Renown SC (1)
- Victory SC (1)
- India Sub-20 (1)
- Kerala SC (India) (1)
- Tailandia Sub-19 (1)
- Mahindra United (1)
- PDRM FA (1)